# 9788 Yagami
9788 Yagami è un asteroide della fascia principale. Scoperto nel 1995, presenta un'orbita caratterizzata da un semiasse maggiore pari a 3,0910310 au e da un'eccentricità di 0,1375036, inclinata di 1,89930° rispetto all'eclittica.
L'asteroide è dedicato alla cantautrice giapponese Junko Yagami.